# Niemegk
Niemegk é um município da Alemanha, situado no distrito de Potsdam-Mittelmark, no estado de Brandemburgo. Tem 44,81 km² de área, e sua população em 2019 foi estimada em 2.006 habitantes.